# APAR (レーダー)
APAR（英語: Active Phased Array Radar）は、オランダのタレス・ネーデルラント社が開発した多機能レーダー。名前のとおり、アクティブ・フェーズドアレイ（AESA）アンテナを用いたレーダーであり、本レーダーの名称はその略称である。

## 概容
本機はNAAWS (NATO対空戦闘システム)の中核となり、目標の捜索・追尾および射撃指揮を一手に担う多機能レーダーである。
3424個の素子を並べたアクティブ・フェーズドアレイ・アンテナを4面有しており、塔状の構造物の周囲に集中配置している。各面が上下左右に120度ずつの探知範囲を持つことで360度全周の探知が可能になっている (それぞれのアンテナの探知範囲が重なっている領域がある)。アレイのそれぞれに信号処理ユニット、データ処理ユニットが接続されており、各アレイを4つに分割して、それぞれに2発ずつのミサイルの誘導を割り当てることができる。これにより、システム全体では、最大で32個の目標と同時に交戦することができる。さらに、200の対空目標と150の対水上目標を同時に処理できると主張されている。
遠達性よりも解像度を重視して、動作周波数はXバンドを使用しており、探知距離は150kmと比較的短い。このため、NAAWSにおいては、より長距離の捜索を担当するSMART-Lレーダーも連接されて、APARを補完することとなっている。
APARを含むNAAWSは、当初TFC計画艦に搭載されることになっていた。TFC計画よりスペインが離脱したのち、計画はオランダとドイツのみで続行され、これに基づいて建造されたザクセン級フリゲートおよびデ・ゼーヴェン・プロヴィンシェン級フリゲートには、本レーダーが搭載されている。TFC計画に参加していない韓国やオーストラリアに対しても、NAAWSに含まれる形で提案されていたが、いずれもイージスシステムに敗北し採用には至らなかった。初の海外顧客はデンマークであり、イーヴァル・ヒュイトフェルト級フリゲートにAPARが搭載されている。

## 搭載艦
- オランダ海軍
  - デ・ゼーヴェン・プロヴィンシェン級フリゲート
- デンマーク海軍
  - イーヴァル・ヒュイトフェルト級フリゲート
- ドイツ海軍
  - ザクセン級フリゲート